# Vera-Ellen
Vera-Ellen (Norwood, Ohio, 16 de febrero de 1921 - Los Ángeles, California, 30 de agosto de 1981) fue una actriz y bailarina estadounidense, conocida principalmente por sus colaboración cinematográfica en números de danza interpretados junto a Fred Astaire, Gene Kelly, y Donald O'Connor.

## Inicios
Su nombre completo era Vera Ellen Westmeier Rohe, y nació en Norwood, Ohio, un suburbio de Cincinnati. Sus padres eran Martin Rohe y Alma Catherine Westmeier, ambos de ascendencia germana. Vera-Ellen empezó con el baile a los nueve años de edad, convirtiéndose rápidamente en una competente bailarina, ganando a los 16 años el programa radiofónico de cazatalentos Major Bowes Amateur Hour, iniciando así su carrera profesional.

## Carrera
En 1939, a los 18 años de edad, Vera-Ellen debutó en el ámbito teatral de Broadway trabajando en el musical de Jerome Kern/Oscar Hammerstein II Very Warm for May y, a pesar de no ser de estatura elevada, se convirtió en una de las más jóvenes bailarinas de la compañía The Rockettes en el Radio City Music Hall. Esto le facilitó formar parte del reparto de los shows de Broadway Panama Hattie, By Jupiter y A Connecticut Yankee, donde fue descubierta por Samuel Goldwyn, que la escogió para trabajar con Danny Kaye y Virginia Mayo en el film Wonder Man.
Vera-Ellen bailó con Gene Kelly en los musicales de Hollywood Words and Music y Un día en Nueva York, además de actuar en la última película de Los Hermanos Marx, Amor en conserva. Además, fue cabeza de cartel junto a Fred Astaire en Three Little Words (1950) y The Belle of New York (1952), y tuvo papeles coprotagonistas en el éxito White Christmas (con Bing Crosby) y en Call Me Madam (con Donald O'Connor).
En la década de 1950 tenía fama de poseer la "cintura más pequeña de Hollywood", y se piensa que sufría anorexia nerviosa. El último film de Vera-Ellen fue Let's Be Happy, retirándose en 1957 de la gran pantalla. Posteriormente, en 1958 y 1959, participó en los programas televisivos de variedades de Dinah Shore y Perry Como.

## Vida personal
Vera-Ellen se casó en dos ocasiones. Su primer marido, con el que estuvo casada entre 1941 y 1946, fue el bailarín Robert Hightower. Su segundo marido fue el millonario Victor Rothschild, con el que estuvo casada desde 1954 a 1966. Ambos matrimonios acabaron en divorcio. Con Rothschild tuvo una hija, Victoria Ellen Rothschild, que falleció en 1963, con tres meses de edad, a causa de un síndrome de muerte súbita del lactante.
Tras la muerte de su hija, Vera-Ellen se retiró de la vida pública. La actriz falleció a causa de un cáncer de ovario el día 30 de agosto de 1981 en Los Ángeles, California. Fue enterrada en el Cementerio Glen Haven Memorial Park del condado de Los Ángeles.

## Filmografía
- Wonder Man (1945)
- The Kid from Brooklyn (El asombro de Brooklyn) (1946)
- Three Little Girls in Blue (1946)
- Carnival in Costa Rica (1947)
- Words and Music (1948)
- Amor en conserva (1949)
- Un día en Nueva York (1949)
- Three Little Words (1950)
- Happy Go Lovely (Horas de ensueño) (1951)
- The Belle of New York (1952)
- Call Me Madam (Llámeme señora) (1953)
- Big Leaguer (1953)
- White Christmas (Navidades blancas) (1954)
- Let's Be Happy (1957)